# Embalse de Tiga

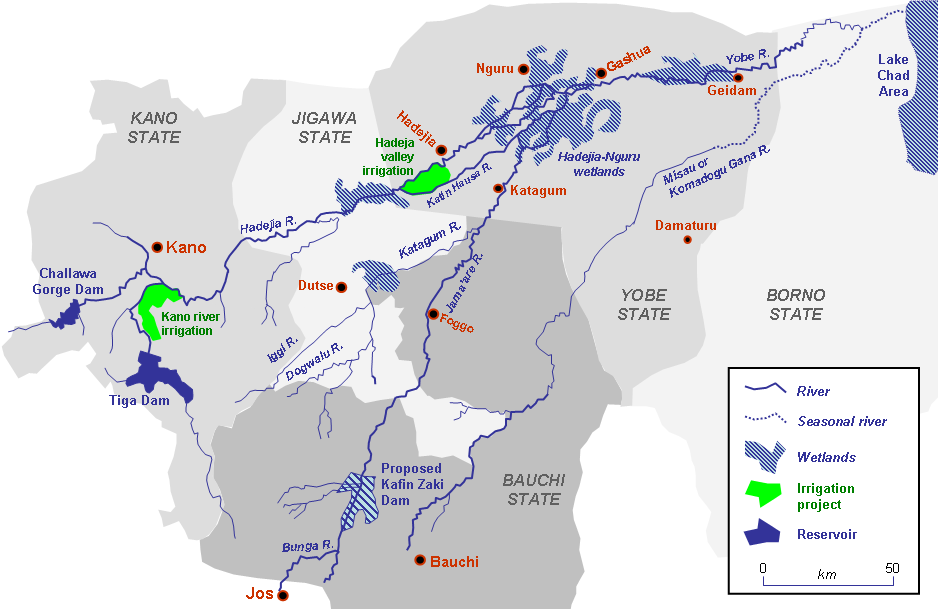
Cuenca del río Yobe: presa de Tiga al oeste, al sur de Kano

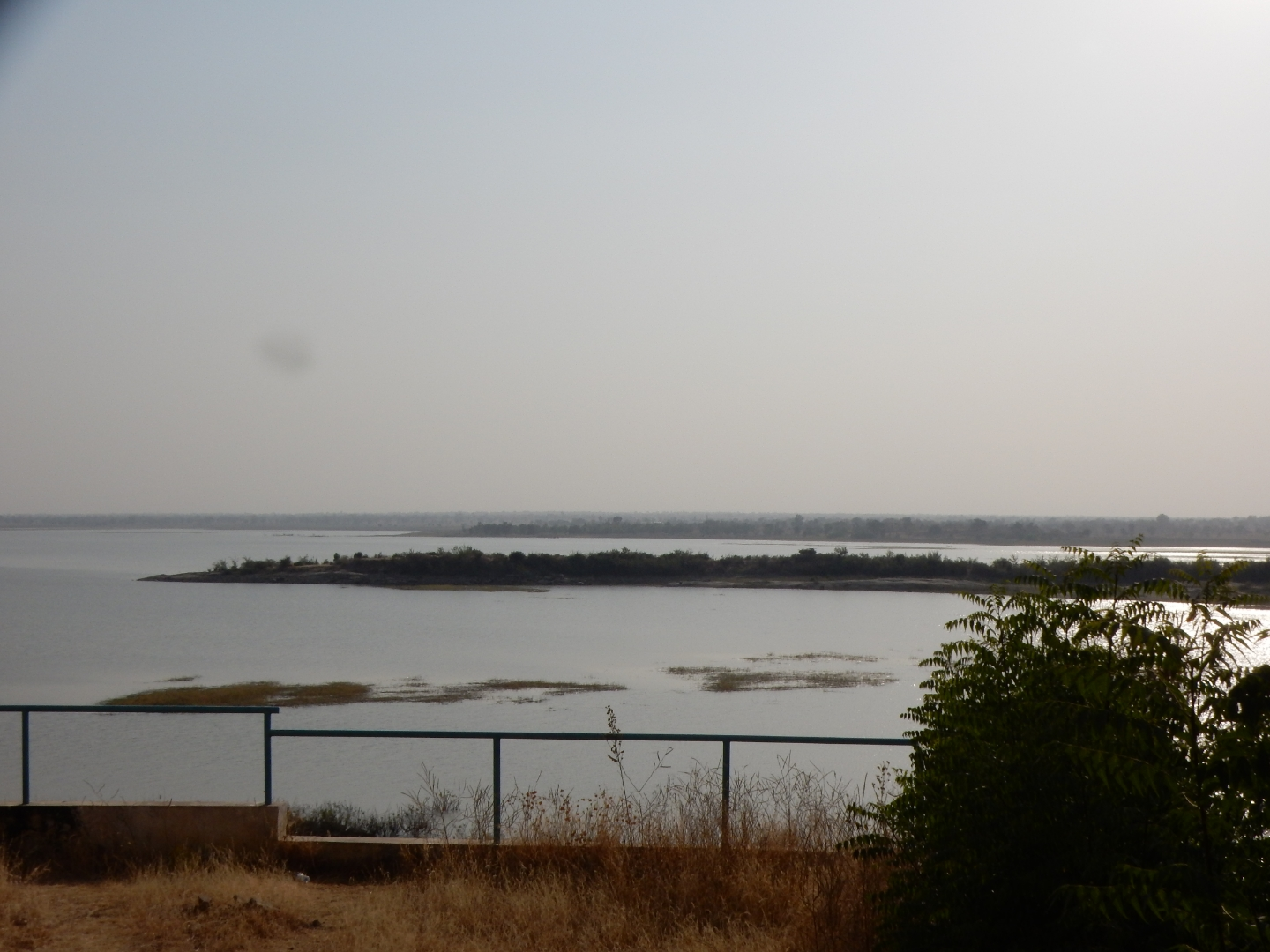
Vista del embalse de Tiga

El embalse de Tiga está situado en la parte sur del estado de Kano, en el noroeste de Nigeria. La presa de Tiga fue construida entre 1971 y 1974 en el río Kano, el principal afluente del río Hadejia que desemboca a su vez en el río Yobe y este en el lago Chad.

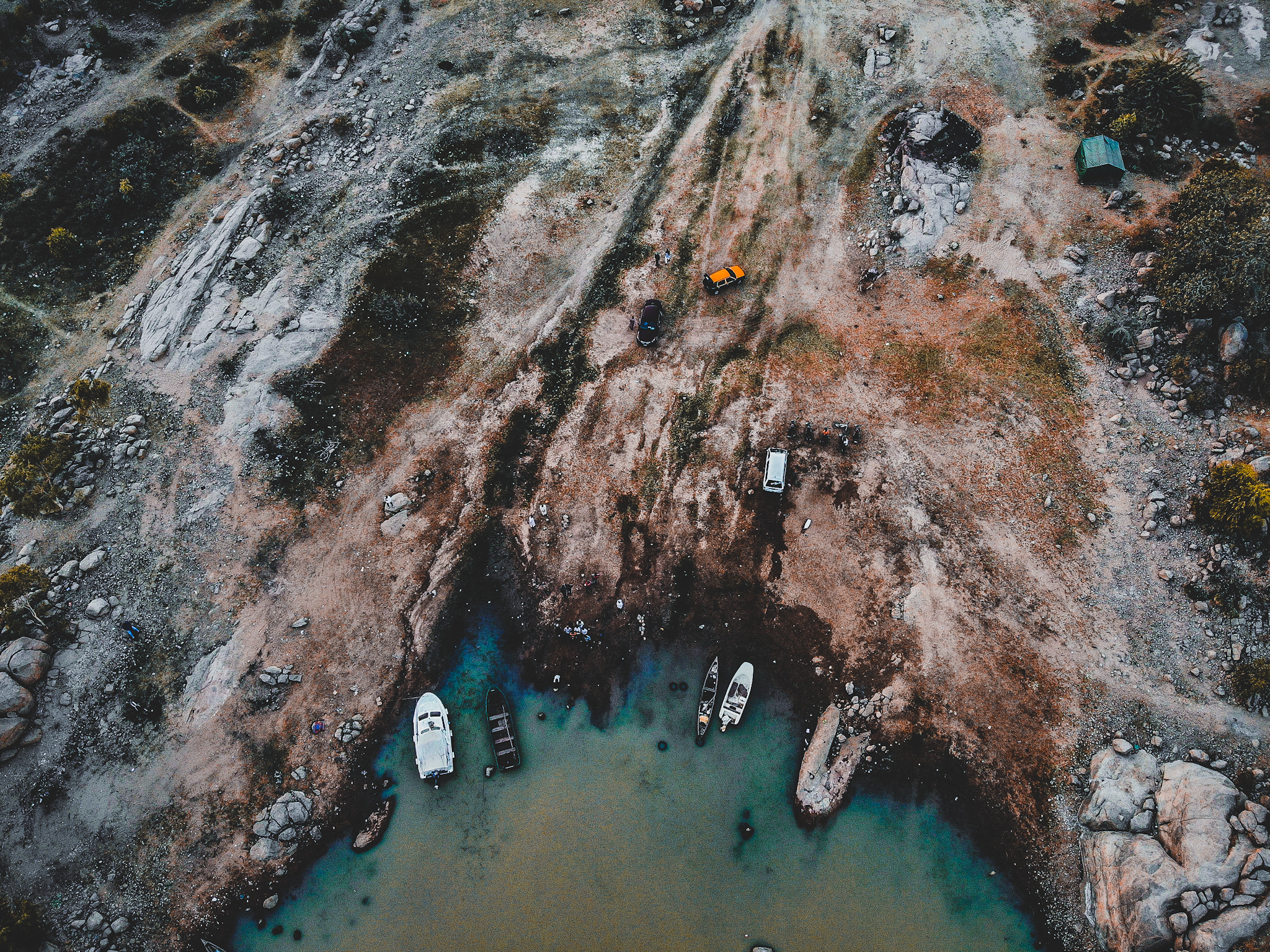
Barcas en el embalse de Tiga

## Descripción
La presa se construyó durante la administración del gobernador Audu Bako en un intento de responder a la amenaza de sequías recurrentes y mejorar la seguridad alimentaria mediante proyectos de irrigación. El embalse tiene una superficie de 178 km2 con una capacidad máxima de casi 2 millones de m3. Abastece el Proyecto de Irrigación del Río Kano, así como la ciudad de Kano. Durante la época de las lluvias, la presa se ve sometida a una intensa presión por las intensas lluvias en la cabecera de los ríos, de todos modos muy irregular según los años, superando fácilmente los 200 mm en los meses de julio y agosto (1000 mm anuales entre junio y octubre), y en época seca, se vacía. El embalse tiene, una vez lleno, una extensión de 40 km de longitud y 24,4 km de anchura, con una profundidad máxima de 40 m. La presa se encuentra a 48 m por encima del nivel del río, tiene una longitud de 6000 m y se halla a 531 m de altitud.

## Impacto aguas abajo
Varios estudios han demostrado que la presa ha tenido un valor económico negativo cuando se toma en cuenta su efecto sobre las comunidades río abajo. Al finalizar la construcción de la presa, el caudal del río aguas abajo, en Gashua, en el estado de Yobe, se redujo en unos 100 millones de m3 por año debido al riego aguas arriba y en más de 50 millones de m3 debido a la evaporación. Un estudio publicado en 1999 concluyó que los agricultores de la llanura aluvial de aguas abajo habían adaptado su agricultura, ayudados por nueva tecnología, pero que el aumento del nivel de producción podría no ser sostenible.
Los humedales de Hadejia-Nguru, situados más abajo, tienen una importancia económica y ecológica considerable. Son el hogar de alrededor de un millón de personas que viven del cultivo de arroz en la estación húmeda, de la agricultura en otras estaciones, de la pesca y del pastoreo de ganado por parte de los fulani. La presa ha dañado el ciclo, reduciendo las capturas de peces y las cosechas de otros productos de los humedales. Además, es un sitio Ramsar con el nombre de Complejo del lago Nguru.
En agosto de 2009, el senador Ahmed Ibrahim Lawan de Yobe Norte, presidente del Comité de Cuentas Públicas del Senado, declaró que la presa de Tiga había reducido el caudal de agua del río Kano en aproximadamente un 50%. El senador habló en oposición a la propuesta presa de Kafin Zaki en el río Jama'are, el otro afluente principal del río Yobe. Dijo que las represas de Tiga y Challawa habían causado una pobreza intensa, un aumento de la invasión del desierto, migraciones y conflictos entre agricultores y pastores. Señaló que el río Yobe ya no desemboca en el lago Chad.
Se estima que el lago Chad se secará completamente dentro de 40 años. Más de 30 millones de personas obtienen su sustento de la cuenca del lago Chad mediante la pesca, la cría de ganado y la agricultura. En noviembre de 2008 se creó un grupo de estudio para examinar el problema, visitando la presa de Tiga y otros lugares.

## Turismo
La presa de Tiga atrae a los turistas debido a su belleza  y las actividades recreativas que ofrece. Los visitantes pueden disfrutar de paseos en bote, pesca y lugares para hacer pícnic a lo largo del embalse. Los alrededores también son conocidos por su diversa vida salvaje y ofrecen oportunidades para observar aves y tomar fotografías de la naturaleza.

## Cierre temporal 2021
El 1 de noviembre de 2021, la presa se cerró por reparaciones como parte de la Transformación de la Gestión del Riego en Nigeria (TRIMING), un proyecto financiado por el Banco Mundial para la rehabilitación de los sistemas de riego del río Kano (KRIS) y del valle de Hadejia (HVIS). La presa fue reabierta en abril de 2022 por la Autoridad de Desarrollo de la Cuenca del Río Hadejia Jama'are (HJRBDA). No era la primera vez que se cerraba la presa.